# 埃米尔·雅各布森
埃米尔·雅各布森（丹麥語：Emil Jakobsen，1998年1月24日—），丹麦男子手球运动员。他曾代表丹麦国家队参加2020年夏季奥林匹克运动会男子手球比赛，获得一枚银牌。